# 塞加拉 (加泰罗尼亚)
塞加拉，是加泰罗尼亚莱里达省的一个县。总面积722.67平方公里，总人口22825（2009年），人口密度31.6人/平方公里。行政中心位于塞尔韦拉。
塞加拉县辖有21个市镇。